# Leopold Rochmes
Fra Leopold Rochmes, OFM. generalni vikar Beogradske nadbiskupije, iz Vareša,  čiji su korijeni iz Foče. Katedralni župnik župe sv. Antuna u Beogradu, koja pripada franjevačkoj provinciji Bosni Srebrenoj i gvardijan franjevačkog samostana u Beogradu.

## Životopis
Otac mu je rođen 1905. u Foči, gdje je kršten u katoličkoj kapelici tzv. južne vojarne. U Visokom je bio bogoslov krajem 1950-ih. 
Svećenik od 1963. godine.
Bio je tajnik nadbiskupa Smiljana Franje Čekade, Pravedniku među narodima koji je taj naslov stekao dok je bio biskup u Skoplju. Rochmes je tajnik Čekadi bio najprije u Skoplju, gdje je Čekada bio skopsko-prizrenskim biskupom, pa potom u Sarajevu, gdje je Čekada bio vrhbosanskim nadbiskupom koadjutorom i poslije rezidencijalnim nadbiskupom.
U blizini crkve Gospe Olovske 1972. – 1973. izgrađena je suvremena stambena zgrada za stanovanje stalnog svećenika i prihvaćanje svećenika koji povremeno dolaze u pomoć ili za svoju duhovnu obnovu. Fra Leopold Rochmes vodio je brigu za njenu gradnju, i ujedno je bio prvi službeno imenovani upravitelj Svetišta koji se i stalno nastanio uz olovsku crkvu.
U Varešu je bio župnik od 1976. godine. Obnovitelj župne crkve sv. Mihovila u Varešu. Zbog povećanog poslijeratnog miniranja vareškog rudnika koji je od 1945. godine svakodnevno minirao radi vađenja rude iz ležišta tek jedan kilometar udaljenog od crkve, podrhtavanje tla koje je miniranje činilo, na crkvi je stvorilo znatne pukotine. Neke grede istrunule su na stropu i na krovištu te drveni okviri brojnih prozora. Nakon Koncila, valjalo je prema novim liturgijskim propisima prilagoditi crkvu. Fra Leopold je obnovu započeo 1977. godine i obnova je potrajala do 1981. započeo je obnovu crkve koja je trajala do 1981. godine. 
Za župnikovanja u Varešu pokrenuo je projekt podnog grijanja u crkvi. Izveo je podno grijanje u prezbiteriju, ispod i ispred oltara, i ostalo je još oko 350 četvornih metara. Župnik u Varešu bio je do 1982. godine.
Od 1983. je u Beogradu. Od tada djeluje neprekidno u franjevačkoj župi i samostanu sv. Antuna. Osim što je generalni vikar beogradskog nadbiskupa, obnaša dužnost tajnika Međunarodne biskupske konferencije sv. Ćirila i Metoda (Beogradska nadbiskupija pripada Biskupskoj konferenciji sv. Ćirila i Metoda) a u župi gdje je župnik pomažu mu dugogodišnji i iskusni misionar u Africi fra Rafael Lipovac, u crkvi jedna orguljašica i sestra franjevka Emanuela Žerdin. U župi mu djeluju i Male sestre Charlesa de Foucolda.
6. srpnja 2000. godine na redovitom kapitulu Franjevačke provincije Bosne Srebrene, održanog u samostanu Sv. Pavla u Sarajevu, pod predsjedanjem generalnog vizitatora fra Šime Samca od 4. do 8. srpnja, izabran za člana Provincijalnog vijeća Bosne Srebrene.
Od 2003. urednik mjesečnog glasila Beogradske nadbiskupije Blagovijest.
Beogradski dopisnik službenog informativnog glasila franjevačkog provincijalata u Sarajevu Bosne Srebrene.
Zlatnu misu proslavio u Varešu 2013., kojoj su nazočili trojica biskupa Stanislav Hočevar, Ilija Janjić i Hristo Proikov, provincijal fra Lovro i dvadesetak svećenika i brojni vjernici. Svirao je komorni orkestar iz Zemuna i beogradski zbor Zvon katolikon.